# Michael Cacoyannis
Michalis Kakogiannis (Grieks: Μιχάλης Κακογιάννης) of Michael Cacoyannis (Limassol, 11 juni 1922 – Athene, 25 juli 2011) was een Grieks filmregisseur.

## Carrière
Cacoyannis brak door in 1955, met de vertoning op het festival van Cannes van Stella, een Griekse versie van Carmen, met Melina Mercouri in hoofd- en titelrol. Hij regisseerde enkele op de Griekse mythologie gebaseerde drama's als Iphigenia (1976), The Trojan Women (1971) en Ilektra (1962). Hij bereikte echter vooral een massapubliek met Zorba de Griek uit 1964, een bewerking van een roman van Nikos Kazantzakis. De film, met Anthony Quinn in de hoofd- en titelrol, won drie Oscars. Hij maakte ook met Atilla 74 (1975) een politieke film, over het Grieks-Turkse conflict in Cyprus.

## Filmografie
- The Cherry Orchard (1999)
- Pano kato ke plagios (Up, Down and Sideways) (1993)
- Glykeia patrida (Sweet Country) (1986)
- Iphigenia (1977)
- Attilas '74 (1975)
- The Trojan Women (1971)
- Otan ta psaria vgikan sti steria (The Day the Fish Came Out) (1967)
- Alexis Zorbas (Zorba de Griek) (1964)
- Ilektra (1962)
- Il Relitto (The Wastrel) (1961)
- Eroica (Our Last Spring) (1960)
- To telefteo psemma (A Matter of Dignity) (1957)
- To koritsi me ta mavra (The Girl in Black) (1956)
- Stella (1955)
- Kyriakatiko xypnima (Windfall in Athens) (1954)

- Bibsys: 90944107
- Biblioteca Nacional de España: XX1525477
- Bibliothèque nationale de France: cb146534389 (data)
- Gemeinsame Normdatei: 103611282
- International Standard Name Identifier: 0000 0001 1568 2188
- Library of Congress Control Number: n82087695
- Nationale Bibliotheek van Tsjechië: xx0015357
- Nationale bibliotheek van Australië: 36519225
- Nationale Bibliotheek van Israël: 987007332390305171
- Nationale Bibliotheek van Polen: a0000002882751
- Nederlandse Thesaurus van Auteursnamen: 072044837
- Réseau des bibliothèques de Suisse occidentale: 02-A013491485
- SNAC: w68x7s0s
- Système universitaire de documentation: 151879680
- Trove: 1269106
- Virtual International Authority File: 42101241
- WorldCat: E39PBJptWYqhk8wdcgd49XymVC